# 신칸센 1000형 전동차
신칸센 1000형 전동차(일본어: 新幹線1000形電車)는 1961년에 일본국유철도가 개발한 고속열차로 도카이도 신칸센 노선을 기반으로 제작했다.

## 역사
1962년 3월에 도쿄도 고토구 공장에서 최초로 1001편성이 인도되었고, 같은 해 4월에 사이타마현 가와구치시에 위치한 닛폰차량제조에 배달되었다. 이후 4월 25일에 언론에 공개되었다.
1962년 6월 26일에 가모노미야 구간에 별도의 선로에서 실시되었다. 오다와라에서 아야세 구간을 시범 운행했다.
1964년 6월에 도카이도 신칸센 구간에서 시범 운행이 시작되었고 A편성의 경우 신칸센 941형 전동차로 변경되었고 B편성의 경우 닥터 옐로우로 변경되었다. 그러나 941형의 경우 오사카 기지에 방치되었고, 922형의 경우 1974년에 922형 10번대 전동차가 도입될때까지 운행했다.
1975년부터 1976년까지 하마마쓰 공장에서 6편성의 차량이 폐차되었다.

## 객차 구성

### A 편성
| 호차 | 1    | 2    |
| ---- | ---- | ---- |
| 명칭 | Mc   | MDc  |
| 번호 | 1001 | 1002 |

### B 편성
| 호차 | 1    | 2    | 3    | 4    |
| ---- | ---- | ---- | ---- | ---- |
| 명칭 | Mc   | MD   | M    | MDc  |
| 번호 | 1003 | 1004 | 1005 | 1006 |

A편성의 경우 경우 긴샤, 닛폰차량제조, B편성의 경우 가와사키 중공업, 긴키 차량, 히타치 제작소에서 제작했다.

## 같이 보기
- 신칸센 951형 전동차
- 신칸센 961형 전동차
- 신칸센 962형 전동차